# 德蔭
德蔭（1816年—？），字裕昆，号樾庭、樾亭、越亭，邱氏，内务府汉军正黄旗人。清朝官员，进士出身。

## 生平
道光二十年（1840）庚子举人，二十四年（1844）甲辰进士（时隶正黄旗汉军瑞普佐领下）。钦点六部主政，户部山东司主事，历任山西汾西、平遥（道光二十七年（1847）任）、阳曲县知县、河南府知府、河南開歸陳許鄭道（驻开封），賞戴花翎。同治五年（1866），任河南按察使。
任山西汾西縣知县时，“修城池與學校，功德在民，稱頌弗衰”（据《(光緖)山西通志》卷644）。在平遥县知县任上，“听断平允，务存大体，……月课书院，奖赏丰厚”（载光绪版《平遥县志：宦迹》）。

## 家族
- 曾祖七十一，骁骑校，曾任内务府正黄旗包衣第五叅領第一管領（据《钦定八旗通志》）。曾祖母董氏。
- 祖四達塞（又四达子），曾任内务府正黄旗包衣第一叅領第一滿洲佐領（据《钦定八旗通志》）。祖母董氏。
- 父积兰泰，廣储司司库。母汪氏。
- 胞弟德綸，德申。
- 妻徐氏。
- 堂亲德生，乾隆戊戌进士。雲麟，嘉庆甲戌进士。景星（字晴垣），道光丙戌进士[3]，授世袭雲騎尉；其女邱氏，二繼嫁正蓝旗汉军、光绪丙子恩科进士胡俊章。